# Юделл (Айова)
Юделл (англ. Udell) — місто (англ. city) в США, в окрузі Аппанус штату Айова. Населення — 28 осіб (2020).

## Географія
Юделл розташований за координатами 40°46′49″ пн. ш. 92°44′34″ зх. д. / 40.78028° пн. ш. 92.74278° зх. д. (40.780181, -92.742698).  За даними Бюро перепису населення США в 2010 році місто мало площу 0,83 км², уся площа — суходіл.

## Демографія
Згідно з переписом 2010 року, у місті мешкало 47 осіб у 21 домогосподарстві у складі 13 родин. Густота населення становила 57 осіб/км².  Було 26 помешкань (32/км²).
Расовий склад населення:
| - 95,7 % — білих - 2,1 % — осіб інших рас |

До двох чи більше рас належало 2,1 %. Частка іспаномовних становила 2,1 % від усіх жителів.
За віковим діапазоном населення розподілялося таким чином: 21,3 % — особи молодші 18 років, 46,8 % — особи у віці 18—64 років, 31,9 % — особи у віці 65 років та старші. Медіана віку мешканця становила 41,5 року. На 100 осіб жіночої статі у місті припадало 135,0 чоловіків;  на 100 жінок у віці від 18 років та старших — 117,6 чоловіків також старших 18 років.
Середній дохід на одне домашнє господарство  становив 39 932 долари США (медіана — 28 125), а середній дохід на одну сім'ю — 53 531 долар (медіана — 40 625). За межею бідності перебувало 18,9 % осіб, у тому числі 25,0 % дітей у віці до 18 років та 13,6 % осіб у віці 65 років та старших.
Цивільне працевлаштоване населення становило 7 осіб. Основні галузі зайнятості: виробництво — 42,9 %, будівництво — 28,6 %, інформація — 14,3 %, освіта, охорона здоров'я та соціальна допомога — 14,3 %.